# 马德鲁埃洛
马德鲁埃洛，是西班牙卡斯蒂利亚-莱昂塞戈维亚省的一个市镇。 总面积94平方公里，总人口155人（2001年），人口密度2人/平方公里。